# Municipio de Steuben (condado de Steuben)
El municipio de Steuben (en inglés: Steuben Township) es un municipio ubicado en el condado de Steuben en el estado estadounidense de Indiana. En el año 2010 tenía una población de 2835 habitantes y una densidad poblacional de 31,74 personas por km².

## Geografía
El municipio de Steuben se encuentra ubicado en las coordenadas 41°33′50″N 85°1′39″O / 41.56389, -85.02750. Según la Oficina del Censo de los Estados Unidos, el municipio tiene una superficie total de 89.32 km², de la cual 87,46 km² corresponden a tierra firme y (2,08 %) 1,86 km² es agua.

## Demografía
Según el censo de 2010, había 2835 personas residiendo en el municipio de Steuben. La densidad de población era de 31,74 hab./km². De los 2835 habitantes, el municipio de Steuben estaba compuesto por el 97,04 % blancos, el 0,14 % eran afroamericanos, el 0,49 % eran amerindios, el 0,32 % eran asiáticos, el 1,13 % eran de otras razas y el 0,88 % eran de una mezcla de razas. Del total de la población el 2,05 % eran hispanos o latinos de cualquier raza.